# Wa (Japonia)
Wa (jap. 倭) – starożytna chińska nazwa Japonii, odnosząca się zarówno do Wysp Japońskich jak i zamieszkujących je plemion Wajin (jap. 倭人).
Informacje o kraju Wa pochodzą głównie z kronik chińskich. Początkowo miał to być związek około stu dzielnic klanowych, które zobligowane były do składania trybutu władcom chińskim. Koreańska kronika Samguk sagi wzmiankuje poselstwa z Wa do państwa Silla w 158 i 173 roku. Według Przekazów o kraju Wa w III wieku, Wa dzieliło się na 30 państewek, wśród których najsilniejszym było Yamatai. Poświadczona w źródłach jest królowa-szamanka Himiko z Yamatai. Na przełomie IV i V wieku Japończycy wtargnęli na Półwysep Koreański i stoczyli wojnę z koreańskim królestwem Goguryeo, co opisuje inskrypcja na Steli Gwanggaeto.
Japończycy nazywali swój kraj tym słowem do końca VII wieku. Po IV wieku klan Yamato zdołał przejąć kontrolę nad pozostałymi dzielnicami i stworzyć ponadregionalne państwo, które z czasem nazwano Japonią (日本). Pierwszym udokumentowanym historycznie cesarzem Japonii był Kinmei (pan. 539–571).